# Tropicophyllum colosseum
Tropicophyllum colosseum är en insektsart som först beskrevs av Brunner von Wattenwyl 1878.  Tropicophyllum colosseum ingår i släktet Tropicophyllum och familjen vårtbitare. Inga underarter finns listade i Catalogue of Life.